# Station Essen-Altenessen
Station Essen-Altenessen (Duits: Bahnhof Essen-Altenessen) is een spoorwegstation in de Duitse stad Essen. Het station, gelegen in het stadsdeel Altenessen, werd in 1847 geopend.
Onder de naam Altenessen Bf is het ook een metrostation van de Stadtbahn van Essen.

## Treinverbindingen
| Serie | Treinsoort                  | Route | Bijzonderheden        |
| ----- | --------------------------- | --- | --------------------- |
| RE 3  | Regional-Express (Eurobahn) | Hamm (Westf) – Dortmund Hbf – Castrop-Rauxel Hbf – Herne – Wanne-Eickel Hbf – Gelsenkirchen Hbf – Essen-Altenessen – Oberhausen Hbf – Duisburg Hbf – Düsseldorf Hbf            | Rhein-Emscher-Express |
| S 2   | S-Bahn (DB Regio NRW)       | Duisburg Hbf – Oberhausen Hbf – Essen-Altenessen – (Essen Hbf – / ) Gelsenkirchen Hbf – Wanne-Eickel Hbf – (Recklinghausen Hbf – / ) Herne – Castrop-Rauxel Hbf – Dortmund Hbf |                       |

## Stadtbahn-lijnen

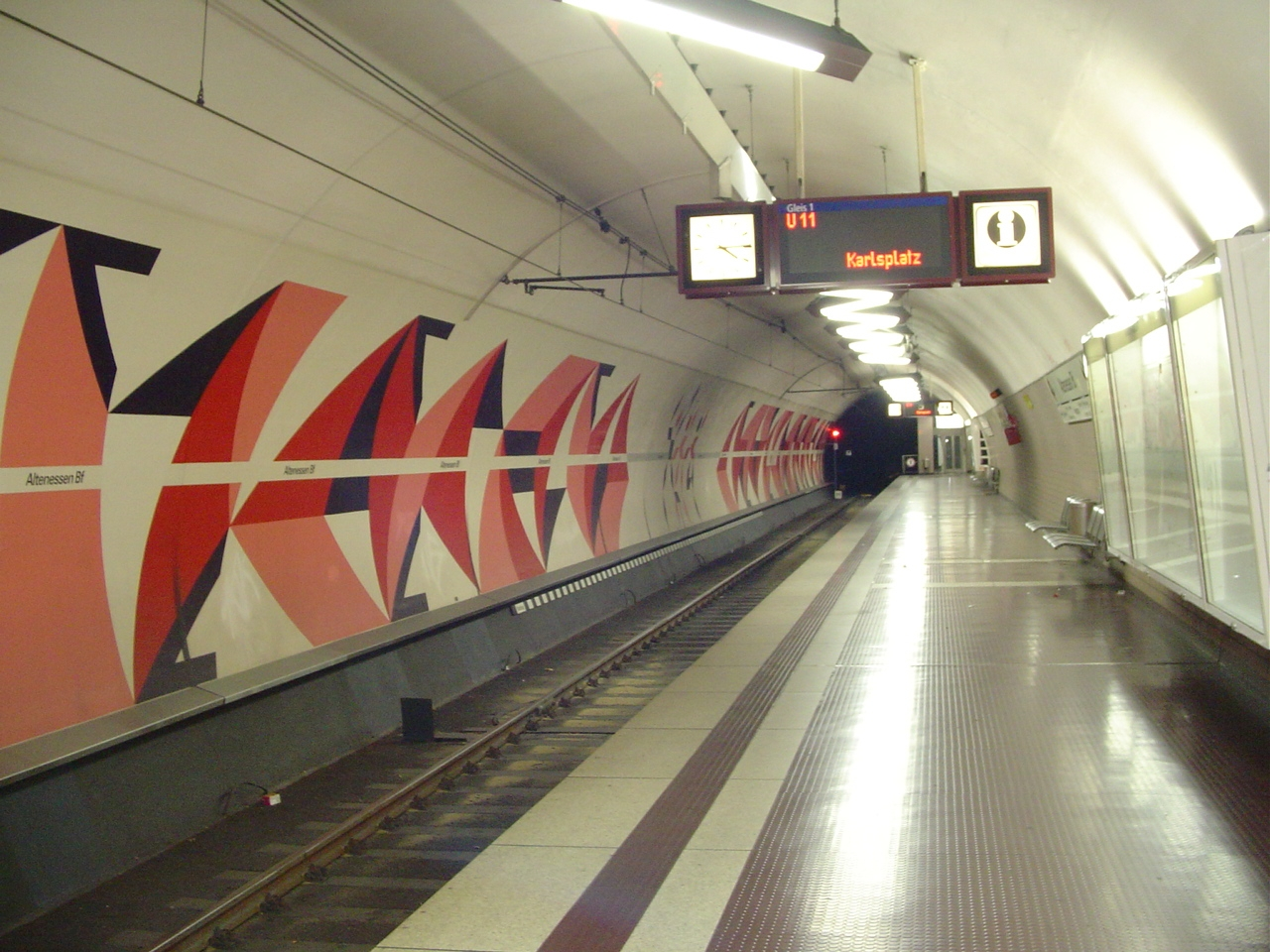
Metrostation Altenessen Bf van de Stadtbahn van Essen

| Lijn | Route | Stations (ondergrondse stations) |
| ---- | --- | -------------------------------- |
| U11  | Messe/Gruga – Rüttenscheid – Essen Hbf – Berliner Platz – Universität – Altenessen Bf – Karlsplatz – Gelsenkirchen-Horst elke 10 minuten | 22 (13)                          |
| U17  | Margarethenhöhe – Holsterhausen – Essen Hbf – Berliner Platz – Universität – Altenessen Bf – Karlsplatz elke 10 minuten                  | 17 (12)                          |

0,0: Köln Messe/Deutz ·
4,1: Köln-Buchforst ·
3,8: Köln-Mülheim ·
11,7: Leverkusen Mitte ·
28,5: Düsseldorf-Benrath ·
39,5: Düsseldorf Hbf ·
47,7: Düsseldorf Flughafen ·
49,2: Kalkum ·
63,1: Duisburg Hbf ·
70,7: Oberhausen Hbf ·
75,2: Essen-Frintrop ·
76,0: Essen-Dellwig ·
80,0: Station Essen-Bergeborbeck ·
82,1: Station Essen-Altenessen ·
85,1: Essen-Zollverein Nord ·
89,1: Gelsenkirchen Hbf ·
94,5: Wanne-Eickel Hbf ·
98,4: Herne ·
105,3: Castrop-Rauxel Hbf ·
110,3: Dortmund-Mengede ·
117,0: Dortmund Gbf ·
119,5: Dortmund Hbf ·
121,8: Dortmund Bbf ·
125,4: Dortmund-Scharnhorst ·
126,4: Dortmund-Flughafen ·
129,4: Dortmund-Kurl ·
131,6: Kamen-Methler ·
135,5: Kamen ·
142,0: Nordbögge ·
150,7: Hamm (Westf)
Dortmund Hbf ·
Dortmund-Dorstfeld ·
Dortmund-Wischlingen ·
Dortmund-Huckarde ·
Dortmund-Westerfilde ·
Dortmund-Nette/Östrich ·
Dortmund-Mengede ·
Castrop-Rauxel Hbf ·
Herne
(>> Recklinghausen Süd ·
Recklinghausen Hbf) ·
Wanne-Eickel Hbf ·
Gelsenkirchen Hbf ·
(>> Gelsenkirchen-Rotthausen ·
Essen-Kray Nord ·
Essen Hbf) ·
Essen-Zollverein Nord ·
Essen-Altenessen ·
Essen-Bergeborbeck ·
Essen-Dellwig ·
Oberhausen Hbf · 
Duisburg Hbf